# Hogan Assessments
Hogan Assessments bezeichnen eine Sammlung verschiedener psychometrischer Online-Fragebögen zur Erfassung von Persönlichkeitsmerkmalen und Merkmalen der intellektuellen Leistungsfähigkeit, die vor allem zur Vorhersage von Erfolg bei personaldiagnostischen Entscheidungen eingesetzt werden können, welche auf Basis psychologischer Forschung entwickelt wurden und von Hogan Assessment Systems, USA vertrieben werden.

## Instrumente
Drei Persönlichkeitsfragebögen werden vor allem darunter verstanden:
- Hogan Personality Inventory (HPI): „Alltags-Stärken und Schwächen“
- Hogan Motives Values Preferences Inventory (MVPI): „Persönliche Ziele, Interessen und Antriebe“
- Hogan Development Survey (HDS): „Schattenseite - was wird sich in den Weg stellen?“

Weitere Verfahren aus dieser Gruppe sind das Hogan Business Reasoning Inventory (HBRI) zur Erfassung sogenannter Denkstile (taktisch, strategisch) sowie ein klassischer Intelligenztest (Matrigma). Unter dem Begriff „Hogan Judgement“ ist ein integrativer Report zu verstehen, der die Ergebnisse der Verfahren integrierend interpretiert.
Entwickelt wurden diese Tests in den 1990er Jahren von Robert Hogan und seiner Ehefrau Joyce Hogan. Die Verfahren basieren auf wissenschaftlichen Erkenntnissen, so dass sie von unabhängigen Institutionen wie der British Psychological Society oder dem Buros Center of Testing als positiv bewertet wurden.

### HPI - Potentiale
Hogan Personality Inventory (HPI - Potentiale) beschreibt die berufsbezogene Persönlichkeit und basiert auf dem „Fünf-Faktoren-Modell“ der Persönlichkeitspsychologie. Es unterscheidet sich jedoch insofern vom Fünf-Faktoren-Modell, als dass der Faktor „Extraversion“ in „Ambition“ und „Soziale Umgänglichkeit“ und der Faktor „Offenheit für Erfahrung“ in „Wissbegierde“ und „Lernansatz“ unterteilt wurde.
Der Fragebogen kann in 15 bis 20 Minuten ausgefüllt werden und ist in mehr als 40 Sprachen verfügbar. Einsatzbereiche liegen sowohl in der Personalauswahl als auch der Personalentwicklung.
Der HPI misst normale Persönlichkeit auf sieben Skalen, die von unabhängigen Institutionen wie der British Psychological Society oder dem Buros Center of Testing geprüft wurden.
Skalen des HPI
1. Ausgeglichenheit: Selbstvertrauen, Selbstachtung und Verhalten unter Druck
2. Ambition: Initiative, Wettbewerbsorientierung und Streben nach Führungsaufgaben
3. Soziale Umgänglichkeit: Extrovertiertheit, Geselligkeit und Kontaktbedürfnis
4. Einfühlungsvermögen: Taktgefühl, Wahrnehmungsvermögen und die Fähigkeit, Beziehungen aufrechtzuerhalten
5. Besonnenheit: Selbstdisziplin, Verantwortungsgefühl und Gründlichkeit
6. Wissbegierde: Vorstellungsvermögen, Neugier und kreatives Potential
7. Lernansatz: Leistungsorientierung, Interesse an Bildung

Die Gütekriterien liegen für die interne Konsistenz der Skalen bei Cronbachs Alpha zwischen α=0,78 und α=0,83 mit Ausnahme der Skala Einfühlungsvermögen (α= 0,57.). Die Retestreliabilitäten liegen für einen Zeitraum von drei Wochen zwischen rtt=-0,69 und rtt = 0,87. Für einen längeren Zeitraum von acht Jahren liegen die Werte zwischen rtt = 0,33 und rtt = 0,73. Eine umfangreiche Validierung ist im Testmanual und Fachpublikationen dokumentiert.

### HDS - Risiken
Hogan Development Survey (HDS - Risiken) beschreibt die Schattenseite (Dark Side) der Persönlichkeit: Merkmale, die unter erhöhter Anspannung auftreten und Beziehungen gefährden, Reputationen beschädigen und die Erfolgsaussichten von Menschen gefährden können. Es setzt sich aus 11 Skalen zusammen und basiert auf verschiedenen Taxonomien, wie Horney‘s neurotischen Ansprüchen, Wiggin‘s interpersonalem Circumplex Modell und Bentz‘s Persönlichkeitsstörungen.
Die Gütekriterien liegen für die interne Konsistenz der Skalen bei Cronbachs Alpha zwischen α=0,63 und α=0,77.
Die Qualität des Instrumentes wurde von unabhängigen Institutionen wie der British Psychological Society oder dem Buros Center of Testing geprüft.
Skalen des HDS
1. Sprunghaft: launisch, schwer zufriedenzustellen und emotional instabil
2. Skeptisch: misstrauisch, reagiert überempfindlich auf Kritik, vermutet überall Betrug
3. Vorsichtig: risikoscheu, ist gegen Veränderungen, nur langsame Entscheidungsfindung
4. Distanziert: unnahbar, unkommunikativ und gleichgültig den Gefühlen anderer gegenüber
5. Passiver Widerstand: nach außen kooperativ, aber innerlich reizbar, stur und unkooperativ
6. Anmaßend: überhöhtes Selbstvertrauen, arrogant und die eigenen Kompetenzen überschätzend
7. Draufgängerisch: charmant, risikofreudig, testet Grenzen aus, sucht den Nervenkitzel
8. Buntschillernd: dramatisch, sucht nach Aufmerksamkeit, unterbricht andere
9. Phantasiereich: kreativ, exzentrisch im Denken und Handeln
10. Pedantisch: akribisch genau und präzise, schwer zufriedenzustellen, Kontrollzwang
11. Dienstbeflissen: möchte gefallen, handelt ungern unabhängig oder gegen die allgemeine Meinung

### MVPI - Werte
Motives, Values, Preferences Inventory (MVPI - Werte) ist ein Persönlichkeitsinventar, das die Werte, Ziele und Interessen einer Person aufzeigt. Die Entwicklung der Skalen wurden speziell von den Taxonomien von Spranger, Murray, Allport, Vernon und Lindzey beeinflusst. Die Gütekriterien liegen für die interne Konsistenz der Skalen bei Cronbachs Alpha zwischen α=0,68 und α=0,83.
Geprüft wurde die Qualität von der unabhängigen Institution British Psychological Society.
Skalen des MVPI
1. Anerkennung: reagiert auf Aufmerksamkeit, Bestätigung und Lob
2. Machtstreben: Streben nach Erfolg, Errungenschaften, Status und Kontrolle
3. Genussstreben: Ausrichtung auf Spaß, Genuss und Vergnügen
4. Selbstlosigkeit: der Wunsch, anderen zu helfen und einen Beitrag für die Gesellschaft zu leisten
5. Verbundenheit: Wunsch nach und Pflege von sozialen Kontakten
6. Tradition: Engagement, starke persönliche Überzeugungen
7. Sicherheitsstreben: Bedürfnis nach Vorhersagbarkeit, Struktur und Ordnung
8. Profitstreben: Interesse an Geld, Erträgen, Investments und neuen Geschäftsmöglichkeiten
9. Ästhetik: Bedürfnis nach Selbstdarstellung, achtet auf Design von Arbeitsabläufen und -umfeld
10. Wissenschaftsorientierung: Suche nach Wissen, Forschung, Technologie und Daten